# Torneo di pallacanestro maschile NCAA Division I 1948
Il Torneo di pallacanestro maschile NCAA Division I 1948 si disputò dal 19 marzo al 23 marzo 1948. Si trattò della decima edizione del torneo.
Vinsero il titolo i Kentucky Wildcats. Alex Groza venne eletto Most Outstanding Player.

## Risultati
|  | Quarti di finale | Quarti di finale    | Quarti di finale   |              |                   | Semifinali | Semifinali | Semifinali |  |  | Finale nazionale | Finale nazionale  | Finale nazionale |
|  |                  |                     |                    |              |                   |            |            |            |  |  |                  |                   |                  |
|  |                  | Kentucky Wildcats   | 76                 |              |                   |            |            |            |  |  |                  |                   |                  |
|  |                  | Columbia Lions      | 53                 |              |                   |            |            |            |  |  |                  |                   |                  |
|  |                  | Columbia Lions      | 53                 |              | Kentucky Wildcats | 60         |            |            |  |  |                  |                   |                  |
|  |                  |                     |                    |              | Kentucky Wildcats | 60         |            |            |  |  |                  |                   |                  |
|  |                  |                     | H. Cross Crusaders | 52           |                   |            |            |            |  |  |                  |                   |                  |
|  |                  | Michigan Wolverines | H. Cross Crusaders | 52           | 45                |            |            |            |  |  |                  |                   |                  |
|  |                  | Michigan Wolverines |                    |              | 45                |            |            |            |  |  |                  |                   |                  |
|  |                  | H. Cross Crusaders  | 63                 |              |                   |            |            |            |  |  |                  |                   |                  |
|  |                  |                     |                    |              |                   |            |            |            |  |  |                  | Kentucky Wildcats | 58               |
|  |                  |                     |                    | Baylor Bears | 42                |            |            |            |  |  |                  |                   |                  |
|  |                  | Baylor Bears        | 64                 |              |                   |            |            |            |  |  |                  |                   |                  |
|  |                  | Washington Huskies  | 62                 |              |                   |            |            |            |  |  |                  |                   |                  |
|  |                  | Washington Huskies  | 62                 |              | Baylor Bears      | 60         |            |            |  |  |                  |                   |                  |
|  |                  |                     |                    |              | Baylor Bears      | 60         |            |            |  |  |                  |                   |                  |
|  |                  |                     | KSU Wildcats       | 52           |                   |            |            |            |  |  |                  |                   |                  |
|  |                  | Wyoming Cowboys     | KSU Wildcats       | 52           | 48                |            |            |            |  |  |                  |                   |                  |
|  |                  | Wyoming Cowboys     |                    |              | 48                |            |            |            |  |  |                  |                   |                  |
|  |                  | KSU Wildcats        | 58                 |              |                   |            |            |            |  |  |                  |                   |                  |

### Finale nazionale
| Arbitri: | Bill Haarlow Gil MacDonald |

|             |            |                |
| Groza 14    | Punti      | 10 Johnson     |
| Adolph Rupp | Allenatori | Bill Henderson |

| Campione NCAA 1948          |
| --------------------------- |
| Kentucky Wildcats 1º titolo |

## Formazione vincitrice
|    | Naz.                   | Ruolo | Sportivo        |  |  |  |  |
| -- | ---------------------- | ----- | --------------- |  |  |  |  |
| 5  | Stati Uniti (bandiera) |       | Johnny Stough   |  |  |  |  |
| 6  | Stati Uniti (bandiera) |       | Cliff Barker    |  |  |  |  |
| 12 | Stati Uniti (bandiera) |       | Ralph Beard     |  |  |  |  |
| 13 | Stati Uniti (bandiera) |       | Roger Day       |  |  |  |  |
| 14 | Stati Uniti (bandiera) |       | Joe Holland     |  |  |  |  |
| 15 | Stati Uniti (bandiera) |       | Alex Groza      |  |  |  |  |
| 18 | Stati Uniti (bandiera) |       | Dale Barnstable |  |  |  |  |
| 19 | Stati Uniti (bandiera) |       | Walter Hirsch   |  |  |  |  |
| 19 | Stati Uniti (bandiera) |       | Jack Parkinson  |  |  |  |  |
| 24 | Stati Uniti (bandiera) |       | Garland Townes  |  |  |  |  |
| 25 | Stati Uniti (bandiera) |       | Jim Line        |  |  |  |  |
| 26 | Stati Uniti (bandiera) |       | Kenny Rollins   |  |  |  |  |
| 27 | Stati Uniti (bandiera) |       | Wah Wah Jones   |  |  |  |  |
| 30 | Stati Uniti (bandiera) |       | Jim Jordan      |  |  |  |  |
|    | Stati Uniti (bandiera) |       | Kenton Campbell |  |  |  |  |
|    | Stati Uniti (bandiera) |       | Albert Cummins  |  |  |  |  |
|    | Stati Uniti (bandiera) |       | Robert Henne    |  |  |  |  |
|    | Stati Uniti (bandiera) |       | Bill Smither    |  |  |  |  |

- Allenatore:  Adolph Rupp
- Vice-allenatore: Harry Lancaster
- Preparatore atletico: Bud Berger